# Lycaena latefasciata
Lycaena latefasciata är en fjärilsart som beskrevs av Barend J. Lempke 1954. Lycaena latefasciata ingår i släktet Lycaena och familjen juvelvingar. Inga underarter finns listade i Catalogue of Life.